# Svante Lilliehöök
Svante L:son (Lennartsson] Lilliehöök, född 19 januari 1909 i Hedvig Eleonora församling, Stockholm, död 9 juni 1966 i Uppsala domkyrkoförsamling, Uppsala
, var en svensk jägmästare.

## Biografi
Lilliehöök var son till generallöjtnanten Lennart Lilliehöök och Signe Lundeberg. Han tog studentexamen i Kristianstad 1927, studerade vid Skogshögskolan 1934 och var assistent i stiftsnämnden i Linköping 1934. Lilliehöök var tillförordnad förvaltare i Södra Östergötlands häradsallmänning 1938 och taxator vid Lennartsfors AB 1939. Han var assistent i bränslekommissionen 1941, arméförvaltningen 1943, i stiftsnämnden i Uppsala 1944 och i Västerås 1953. Lilliehöök var tillförordnad stiftsjägmästare i Strängnäs 1954 och stiftsjägmästare vid stiftsnämnden i Uppsala från 1955.
Han var löjtnant i ingenjörtrupperna 1940 och blev kapten 1942. Lilliehöök var sekreterare i Stiftsjägmästarföreningen från 1955.
Lilliehöök gifte sig 1939 med Karin Medin (1913-2003), dotter till ingenjören Robert Medin och Ninnie Franzon. Lilliehöök avled 1966 och gravsattes på Sigtuna kyrkogård.

## Utmärkelser
- Skytteguldmedalj (SkytteGm)[2]